# 유엔 부패 방지 협약

유엔 부패 방지 협약

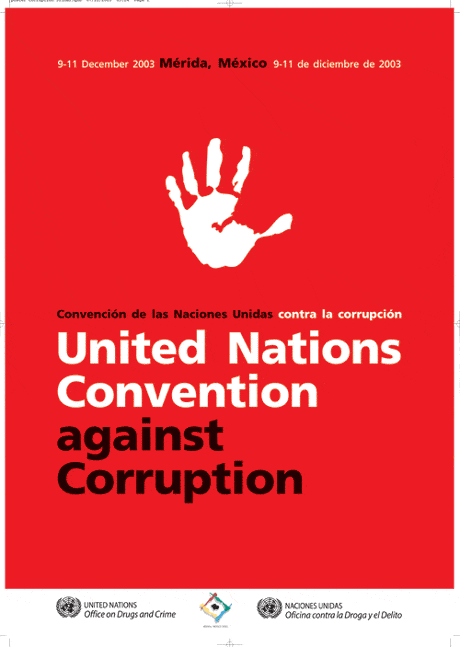

유엔 부패 방지 협약(United Nations Convention against Corruption)은 부패 방지를 위한 다자조약이다. 한국은 2003년 12월 10일 서명하여, 2008년 3월 27일 비준하였다.

## 사법 방해죄
동법은 사법 방해죄의 신설을 요구하고 있다. 2011년 7월 한국은 사법 방해죄를 신설하려는 형법 개정안을 국무회의에서 통과시켰다.

## 같이 보기
- 국제 투명성 기구
- 국제 부패 반대의 날
- OECD 뇌물방지협약